# Xestocephalus ornatus
Xestocephalus ornatus är en insektsart som beskrevs av Van Duzee 1907. Xestocephalus ornatus ingår i släktet Xestocephalus och familjen dvärgstritar. Inga underarter finns listade i Catalogue of Life.